# お天気クジラ
『お天気クジラ』（おてんきクジラ）は、TBS系列で1996年6月3日から1999年3月26日まで放送された情報番組。

## 概要
- 番組名が表す通り、『おはようクジラ』の事前番組で、ウェザーマップ所属の気象予報士による天気解説と、TBSアナウンサーが伝える最新ニュースと朝刊紹介を中心としていた。不定期で出演者がロケに出かける企画もあった。
- 土日朝の情報番組枠が薄かった当時、パイロット版の意味合いも持たせた『お天気クジラ土曜版』を後にスタートさせている。
- 本番組非ネット局でも、「お天気クジラ」を冠したローカル番組[2]を放送していた系列局があった。

## 放送時間
| 期間      | 期間      | 放送時間（JST）     | 放送時間（JST）     |
| 期間      | 期間      | 平日                | 土曜                |
| --------- | --------- | ------------------- | ------------------- |
| 1996.6.3  | 1997.3.28 | 5:00 - 6:00（60分） | （放送なし）        |
| 1997.3.31 | 1998.9.25 | 4:45 - 6:00（75分） | （放送なし）        |
| 1998.9.28 | 1999.3.27 | 4:45 - 6:00（75分） | 5:00 - 6:00（60分） |

## 出演者

### 司会
時期によっては『おはようクジラ』の天気コーナーやエリア情報も兼務していた。
| 期間      | 期間      | 月・火曜 | 水・木曜 | 金曜       | 土曜         |
| --------- | --------- | -------- | -------- | ---------- | ------------ |
| 1996.6.3  | 1997.3.28 | 堀井美香 | 長岡杏子 | 小川知子   | （放送なし） |
| 1997.3.31 | 1998.3.27 | 広重玲子 | 長岡杏子 | 戸田恵美子 | （放送なし） |
| 1998.3.30 | 1998.9.25 | 小倉弘子 | 木村郁美 | 戸田恵美子 | （放送なし） |
| 1998.9.28 | 1999.3.27 | 広重玲子 | 木村郁美 | 戸田恵美子 | 外山惠理     |

### 気象予報士
いずれもウエザーマップ所属。
- 森朗（月・火曜）
- 杉江勇次（水・木曜） - 『おはようクジラ』、『JNNニュース1130』（1997年10月から）と兼務。
- 斎藤義雄（金・土曜）

## ネット局
レギュラーでネットしていた局
- 東京放送（TBS）
- 静岡放送（SBS）※平日のみ、土曜版は非ネット。